# ماركوس مانيليوس
هذه الصفحة تتحدث عن الشاعر، أما عن الأطربون أنظر غايوس مانيليوس
ماركوس مانيليوس هو شاعر روماني وكاتب قصيدة في خمسة كتب تدعى أسترنوميكا (باللاتينية: Astronomica) أو القصيدة الفلكية، والكاتب لم يقتبس عنه أي من الكتاب القدامى أو يذكروه، والاسم نفسه مشكوك فيه، وفي المخطوطات الأولى فالكاتب مجهول وفي المخطوطات اللاحقة يدعى مانيليوس أو مانليوس أو ماليوس، والقصيدة نفسها تلمح إلى أن الكاتب عاش في زمن أغسطس أو تيبريوس وكان مواطنا ومقيما في روما. ويقول الباحث ريتشارد بنتلي أنه كان من إغريق آسيا ويقول فريدريكوس جاكوب أنه كان أفريقيا. وعمله أحد أعظم الأعمال التي تتكلم عن العلوم، وبشكل عام تمثل أكثر المتقدمة للقدماء عن علم الفلك (أو التنجيم)، وهو يحاكي كثيرا لوكريتيوس ويشابهه في الجدية والإبداع وفي بعث الحياة في مواضيعه. ورغم أن أسلوبه يعتبر غريبا بعض الشيء عن أقرانه، فيكن اعتباره صحيحا بمقاييس العصر.
فيرميكوس الذي كتب في زمن قسطنطين أظهر نقاط تشابه كثيرة بينه وبين مانيليوس مما يظهر أنه اعتمد في مصادره على مانيليوس أو أنه استقى من نفس المصادر التي استقى منها مانيليوس، وكما يقول فيرميكوس أنه غير قيصر وشيشرون وفرونتو فإننا بالكاد نجد رومانيا تعامل مع الموضوع، وعلى الأرجح انه لم يسمع عن أعمال مانيليوس، وآخر الأحداث التي تمت الإشارة إليها في القصيدة هي هزيمة واروس من قبل أرمينيوس في غابة تويتوبرغر عم 9 م. والكتاب الخامس لم يكتب حتى عهد تيبيريوس، والعمل يظهر أنه غير مكتمل وعلى الأغلب أنه لم ينشر أبدا.

## روابط خارجية
- ماركوس مانيليوس على موقع الموسوعة البريطانية (الإنجليزية)
- ماركوس مانيليوس على موقع ميوزك برينز (الإنجليزية)
- ماركوس مانيليوس على موقع إن إن دي بي (الإنجليزية)